# Calamyzas amphictenicola
Calamyzas amphictenicola — вид морських кільчастих червів родини Chrysopetalidae.

## Поширення
Вид поширений на північному сході Атлантики та у Північному морі.

## Спосіб життя
Симбіонт поліхети Amphicteis gunneri.